# Guamá (chef taïno)
Pour les articles homonymes, voir Guama.
Guamá (mort en 1532) était un chef rebelle du peuple des indiens Taïnos ayant conduit la rébellion contre la colonisation espagnole à Cuba dans les années 1530.
Après la mort du gouverneur espagnol, Diego de Velázquez  (1460-1524), les répressions indigènes se sont intensifiées. En 1530, Guamá avait, sous son commandement, cinquante guerriers et continuait à recruter chez les yndios. La rébellion a eu principalement lieu dans les vastes forêts de Çagua, proche de Baracoa dans l'est de Cuba, mais également dans le sud et l'ouest de la Sierra Maestra.
Guamá a été trahi et assassiné par son frère Oliguama en 1532.